# Fernando Salinas (Texas)
Fernando Salinas es un lugar designado por el censo ubicado en el condado de Starr en el estado estadounidense de Texas. En el Censo de 2010 tenía una población de 15 habitantes y una densidad poblacional de 304,82 personas por km².

## Geografía
Fernando Salinas se encuentra ubicado en las coordenadas 26°23′52″N 98°49′52″O / 26.39778, -98.83111. Según la Oficina del Censo de los Estados Unidos, Fernando Salinas tiene una superficie total de 0.05 km², de la cual 0.05 km² corresponden a tierra firme y (0%) 0 km² es agua.

## Demografía
Según el censo de 2010, había 15 personas residiendo en Fernando Salinas. La densidad de población era de 304,82 hab./km². De los 15 habitantes, Fernando Salinas estaba compuesto por el 100% blancos, el 0% eran afroamericanos, el 0% eran amerindios, el 0% eran asiáticos, el 0% eran isleños del Pacífico, el 0% eran de otras razas y el 0% pertenecían a dos o más razas. Del total de la población el 93.33% eran hispanos o latinos de cualquier raza.